# 상수리 제도
상수리 제도(上守吏 制度)는 남북국 시대에 신라가 지방 세력을 견제하기 위한 제도로, 새롭게 신라에 속하게 된 고구려와 백제의 유민들이 빠르게 정착할 수 있도록 도와주었다.
각 주는 지방 세력의 자제들 중 한 명을 뽑아 왕경(王京)인 서라벌로 올려보내어 향리의 자격으로 경중제조에 상수하고, 계속 서울에 머물면서 공납의 임무와 지방 행정을 감독하는 일을 하였다. 상수리 제도는 적어도 문무대왕 때 실시되었으며, 남북국 시대 이전 내물 마립간 시기부터 시작되었을 가능성도 있다. 상수리 제도는 이후 고려의 기인제(其人制)로 계승되었다.
國之制每以外州之吏一人上守京中諸曹. 注今之其人也. 安吉當次上守至京師…

(나라의 제도에 해마다 외주(外州)의 향리(鄕吏) 한 사람을 서울에 있는 여러 관청(諸曹)에 올려 보내 지키게(上守) 하였다. 지금의 기인(其人)이다. 안길(安吉)이 마침 상수(上守)할 차례가 되어 서울에 오게 되자…)— 일연(1281년). 〈권2 기이(紀異) 문호왕(文虎王) 법민조(法敏條) 거득공 설화(車得公 說話)〉. 《삼국유사》.

한편, 이 제도의 본래 이름이 전해지지 않아 "나라의 제도에 해마다 외주(外州)의 향리(鄕吏) 한 사람을 서울에 있는 여러 관청(諸曹)에 올려 보내 지키게(上守) 하였다."라는 《삼국유사》의 기록에 따라 '상수리(上守吏)'라는 이름이 붙었다. 

## 같이 보기
- 신라
- 인질 정책
- 기인제
- 외사정
- 참근교대